# T Is for Tumbleweed
T Is for Tumbleweed ist ein US-amerikanischer Kurzfilm von Louis Clyde Stoumen aus dem Jahr 1958, mit dem Produzent James A. Lebenthal für einen Oscar nominiert war.

## Inhalt

Ruthenisches Salzkraut, bei dem der oberirdische Anteil der Pflanze rollend vom Wind vorangetrieben wird

Durch eine kleine südwestlich gelegene Stadt mit Wüstenklima bläst ein Tumbleweed. Eines der vom Wind vorangetriebenen Pflanzenbüschel nimmt Kontakt mit den Menschen und den Tieren der Gegend auf und formt sich zu einem ganz eigenen Charakter mit fast menschlichen Zügen. Als einige Männer damit beschäftigt sind, einen Graben auszuheben, fällt der Tumbleweed dort hinein. Die Männer sind jedoch um Hilfe bemüht und sorgen dafür, dass der Tumbleweed nicht dort steckenbleibt, sondern sich sogar kurzzeitig hoch in die Luft erhebt. Es scheint so, als sei er hier in dem kleinen Wüstenstädtchen zu einer Art Freund für Mensch und Tier und ganz besonders für die kleine Annie geworden.
Am Ende jedoch verheddert sich der Tumbleweed in einem langen Zaun, in dem sich schon viele andere seiner Art verfangen, und ihren Kampf, den Zaunlatten wieder zu entkommen, verloren haben. 

## Produktion
Es handelt sich um eine Produktion der Camera Eye Pictures Inc. im Vertrieb von Continental Distributing. 
Der Film erinnert an den französischen Kurzfilm Der rote Ballon, einen Klassiker des Kinderfilms.

## Auszeichnung
James A. Lebenthal war mit dem Film auf der Oscarverleihung 1959 für einen Oscar in der Kategorie  „Bester Kurzfilm (Live Action)“ nominiert, musste sich jedoch Walt Disney und dessen Film Grand Canyon geschlagen geben.